# Arquidiócesis de Najicheván
La arquidiócesis de Najicheván (en latín: Archidioecesis Naxivanensis) fue una circunscripción eclesiástica de la Iglesia católica en Armenia y Azerbaiyán. Se trataba de una arquidiócesis latina, sede metropolitana de la provincia eclesiástica de Najicheván. Fue suprimida de hecho al fallecer su último arzobispo el 10 de diciembre de 1765, aunque continuó en el Anuario Pontificio hasta 1847.

## Territorio y organización

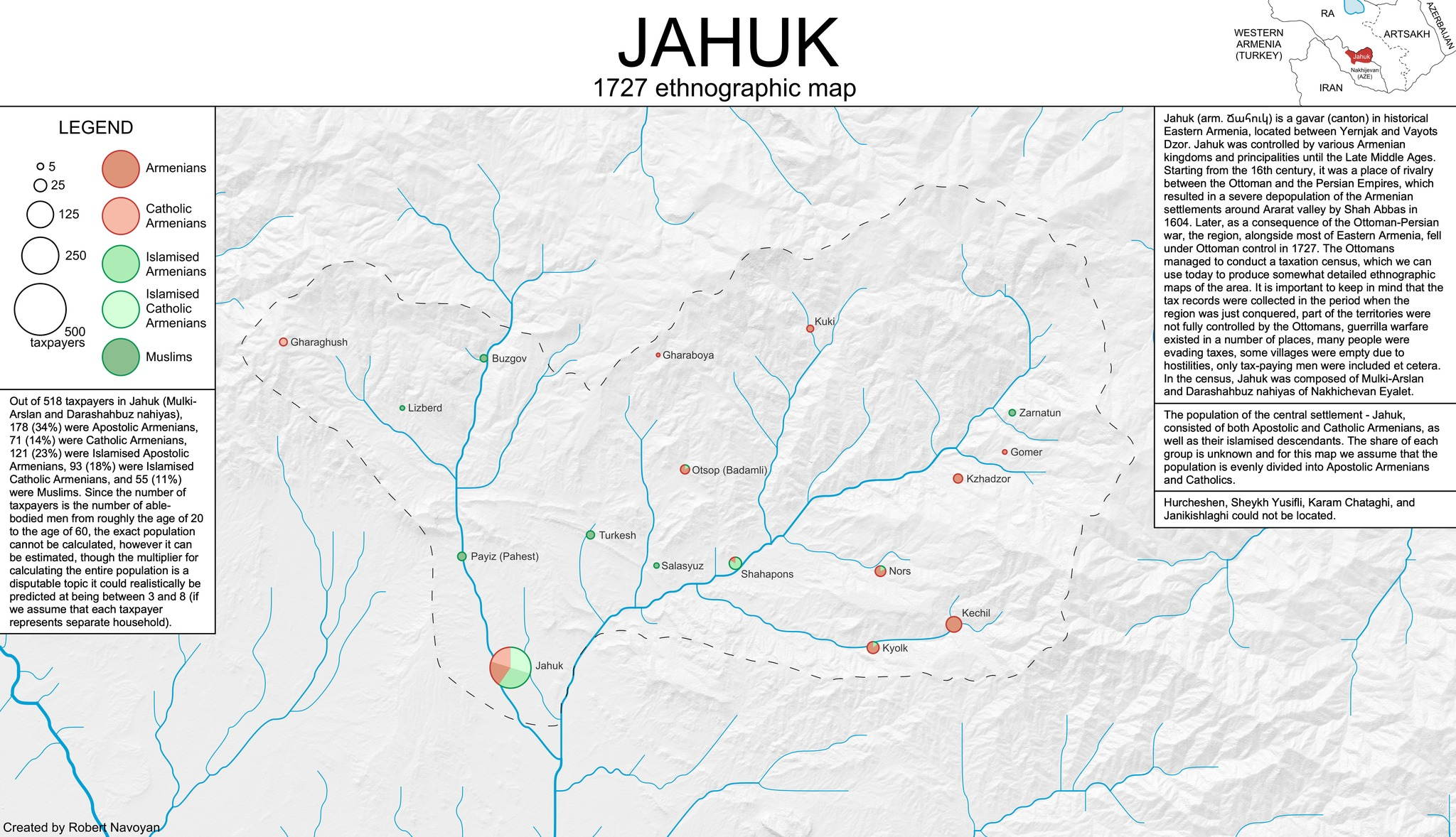
Mapa que muestra las aldeas católicas en la región de Jahuk en 1727

La arquidiócesis extendía su jurisdicción sobre los fieles católicos de rito latino residentes en la actual República Autónoma de Najicheván y áreas adyacentes en Armenia. En la región de Yulfa, los asentamientos católicos profesantes eran las aldeas de Saltagh, Kirna y Aparan. En la vecina región de Goghtn se encontraba la aldea de Gandzak, y en el centro de Najicheván, la aldea de Jahuk. En un informe enviado a la Congregación de Propaganda Fide en 1667 se enumeran (en latín) las aldeas incluidas en el territorio de la arquidiócesis: Abrenare, Ciauch, Abracunis, Cosciascen, Sciabunis, Chiesluc, Canzac, Carna y Saltach. En cada una de estas ciudades había un convento de los Fratres Unitores.

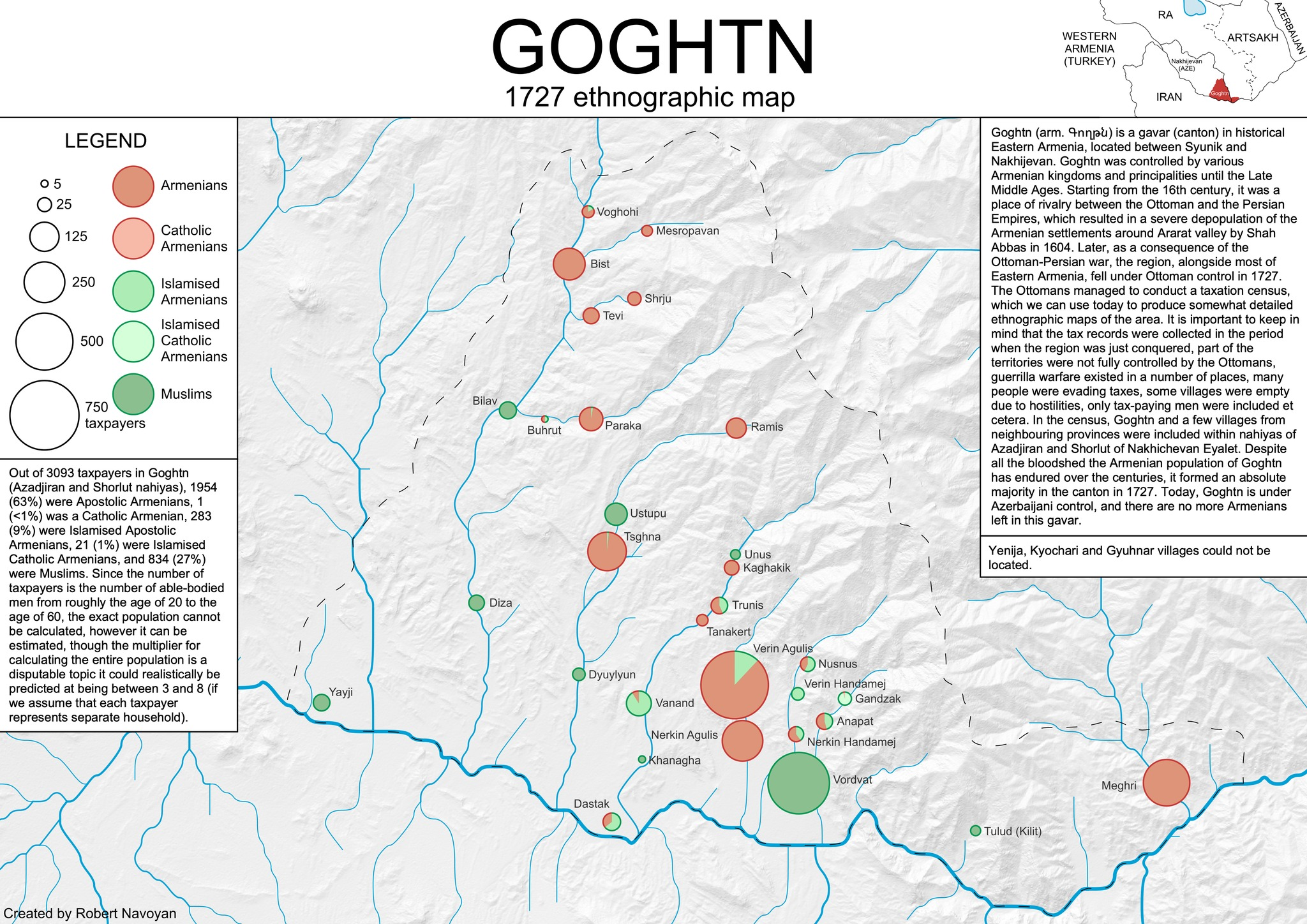
Mapa que muestra las aldeas católicas en la región de Goghtn en 1727

La sede de la arquidiócesis se encontraba en la aldea de Abrenare o Aparan (actual Bənəniyar, en armenio: Ապարաններ Aparanner), en donde se hallaba un convento de los Fratres Unitores cuya iglesia servía como Catedral de Todos los Santos. Fue abandonada en 1765 y completamente destruida por un terremoto en 1845. La sede original fue la ciudad de Najicheván, en donde se hallaba la Catedral de Santo Tomás Apóstol, que fue confiscada y convertida en mezquita por los persas.

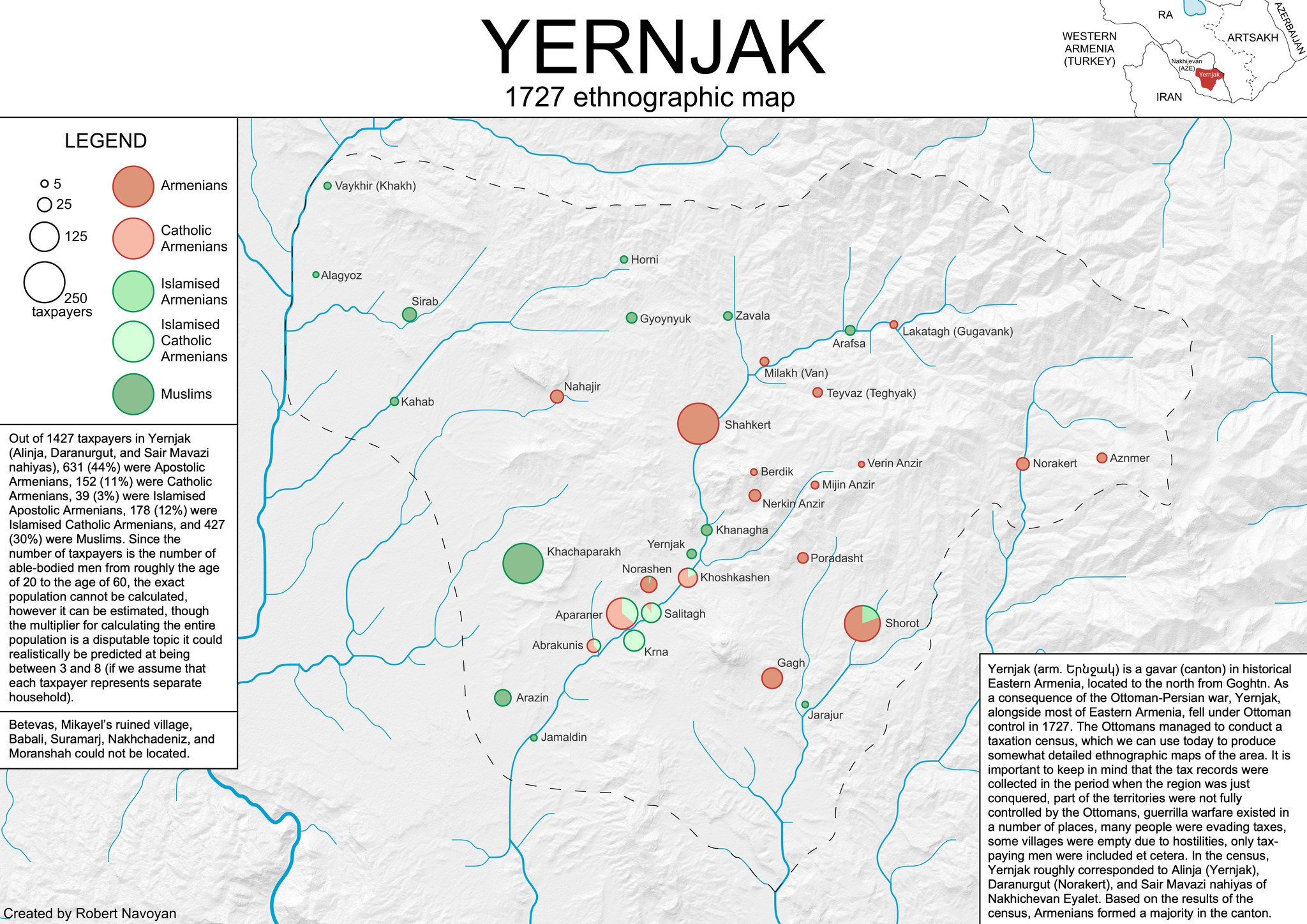
Mapa que muestra las aldeas católicas en la región de Yulfa en 1727

### Fratres Unitores
La predicación de los dominicos en el Ilkanato mongol hizo que el obispo de Maraghe, Bartolomé de Bolonia, fundara en las primeras décadas del siglo xiv la congregación de los Fratres Unitores (frailes unificadores) afiliada a la orden dominica. Esta congregación católica seguía la liturgia latina, aunque se tradujeron textos litúrgicos al idioma armenio. Circa 1340 Bartolomé de Bolonia se instaló en el monasterio de de K'rnay o Kirna en Najicheván, fundado en 1330 por el abad Yohan y monjes armenios apostólicos basilianos. La congregación se expandió rápidamente en Najicheván y las otras diócesis de la provincia eclesiástica de la arquidiócesis de Soltaniyeh. Y también a lo largo de Imperio otomano, llegando a Constantinopla e incluso a Crimea y la Rus de Kiev. A finales del siglo XIV la Iglesia apostólica armenia, cuyo patriarca de Constantinopla era el líder civil de la millet armenia desde 1461, intensificó su campaña de persecusión y les arrebató numerosos monasterios, encarcelando a muchos de los frailes, algunos de los cuales fueron martirizados por su fe. Las diócesis del Ilkanato desaparecieron, excepto Najicheván, pero gran parte de las aldeas católicas pasaron a la iglesia armenia apostólica, por lo que, en estas condiciones, en 1583 la congregación de los Fratres Unitores fue disuelta e integrada completamente en la orden dominica como Provincia Naxvanensis, aunque conservó el uso litúrgico del idioma armenio. A partir del siglo XVII los dominicos italianos, principalmente, remplazaron a los frailes armenios en Najicheván. El último fraile dominico armenio falleció en 1818.

## Historia
En 1265 se fundó un convento de dominicos en Cilicia. Anteriormente, el papa Gregorio IX (1227-1241) había enviado a ocho padres dominicos a Georgia, seguidos de intercambios de cortesía entre el papado y los gobernantes georgianos. Las misiones latinas en estas tierras fueron favorecidas por los kanes mongoles, que dominaron todo el Medio Oriente desde Anatolia hasta Persia, y por su tradicional tolerancia hacia la religión cristiana.
La diócesis de Najicheván fue erigida en 1318 en el Ilkanato mongol musulmán de Persia e inicialmente fue sufragánea de la arquidiócesis de Soltaniyeh. Fue la única de las diócesis erigidas en el norte de Persia a principios del siglo XIV que sobrevivió a la destrucción provocada por Tamerlán en 1401, quedando desde entonces la diócesis dentro del Imperio timúrida.
En la diócesis los Fratres Unitores eran el único grupo de sacerdotes presentes. El período de máximo esplendor para la arquidiócesis fue el siglo XV, en el que había unos 700 frailes unificadores distribuidos en unos 50 conventos. 
A partir de 1502 en el área de la diócesis de formó el Imperio safávida y la región pasó por períodos de dominio de las dinastías afsharid y qajar, con períodos cortos de dominio otomano entre 1578 y 1603 y más tarde entre 1722 y 1736 Aparan fue parte del Kanato de Ereván. Durante la guerra otomano-safávida en 1604 el sah Abás el Grande ordenó la destrucción de la ciudad de Najicheván y el traslado de gran parte de la población armenia de Yulfa a Isfahán en 1605.
Cuando se erigió la Congregación de Propaganda Fide en 1622, además de en algunas diócesis en las islas del mar Egeo, no existía otro obispo latino residencial en el Oriente musulmán otomano, persa y árabe que el de Najicheván.
Su sede (no el título) se trasladó en el siglo XVI desde la ciudad de Najicheván a la zona más céntrica de Aparan, más cerca de las comunidades católicas, tras la conversión de la catedral en mezquita. Bajo la presión safávida, las comunidades menguaron debido a la conversión al islam, la turquificación y la presión de los armenios apostólicos; se observaron conversiones masivas al islam en la década de 1650. En las aldeas de Yulfa, en particular, para el siglo XVII la actividad diocesana parece haberse detenido. 
En el siglo XVII la diócesis fue elevada al rango de arquidiócesis metropolitana, sin diócesis sufragáneas. El primero en recibir el palio fue Agostino Basrci, el 21 de febrero de 1633.
La sede arzobispal disfrutó de dos privilegios. Uno fue la elección de los obispos y luego de los arzobispos, que estuvo a cargo de una asamblea compuesta por los superiores de los conventos dominicos de la arquidiócesis y los notables católicos de la nación armenia: la persona elegida luego iba a Roma con las credenciales emitidas por la asamblea a recibir la confirmación canónica de la Santa Sede. Además, en las celebraciones el rito en uso era el latino, pero el idioma utilizado era el vulgar, es decir, el armenio. Estas prerrogativas fueron aprobadas por el papa Paulo III mediante la bula Etsi ex deuda del 28 de febrero de 1544.
Hacia 1620 se fundó en Aparan el seminario para la formación de sacerdotes dominicos, por iniciativa y con el apoyo del papa Gregorio XV.
La sede fue abolida de facto después de mediados del siglo XVIII, cuando, debido a las continuas guerras y los enfrentamientos entre el Imperio otomano y la Persia de los safávidas, la población abandonó el territorio. El 23 de mayo de 1742 el papa Benedicto XVI decretó que los territorios limítrofes de la arquidiócesis de Najicheván y de la diócesis de Isfahán con el vicariato apostólico de Constantinopla, pasaran a una u otro según el imperio que los dominara. Tras el fin de los safávidas en 1736 y el ascenso del Imperio afsárida, un grupo de unos 800 armenios católicos con el último arzobispo, Michelangelo Salvini, viajó 1800 km y se refugió en Esmirna en 1745 y dio a luz a una próspera comunidad armenia en esa ciudad, que fue masacrada durante el incendio de Esmirna por los turcos el 13 de septiembre de 1922. Aunque Salvini pretendía restablecerse en Najicheván, los conventos habián sido incendiados, los frailes remanentes asesinados, y los fieles restantes murieron de hambre o fueron deportados, por lo que la presencia católica en Najicheván finalizó por completo.
Lo que quedaba de la antigua catedral, cuyas ruinas aún eran visibles a principios del siglo XIX, fue definitivamente destruido por un terremoto en 1845. La arquidiócesis permaneció registrada en el Anuario Pontificio hasta 1847.

## Estadísticas
En 1602 había 12 conventos y unos 19 000 fieles.
En 1667 el número de familias católicas era de unas 360 y el número total de frailes dominicos alcanzó la cifra de 26.
En 1682 la arquidiócesis tenía unos 7000 fieles católicos.

## Episcopologio
- Bartolomé de Bolonia, O.P. † (1330-? falleció)[nota 1]
- Giovanni, O.P. † (? falleció)
- Tommaso, O.P. † (12 de abril de 1356-? falleció)
- Giovanni, O.P. † (7 de abril de 1374-9 de marzo de 1377 nombrado obispo de Caffa)
- Giovanni de Gallofonte, O.P. † (9 de marzo de 1377-26 de agosto de 1398 nombrado arzobispo de Soltaniyeh)[nota 2]
- Luigi Gometi, O.P. † (2 de marzo de 1403-?)
- Mictario, O.P. † (?-1417 falleció)
- Martino de Chiari, O.P. † (9 de octubre de 1419-?)
- Giorgio, O.P. † (falleció)
  - Ladislao, O.P. † (5 de mayo de 1421-?) (obispo titular)
- Pietro de Carna, O.P. † (13 de octubre de 1423-?)
- Giovanni Simonian, O.P. † (17 de septiembre de 1464-?)
- Benedetto, O.P. † (1478-1492 falleció)
- Giovanni Battista, O.P. † (1492-1501 falleció)
- Benedetto, O.P. † (1502-1509 falleció)
- Gregorio di Armenia, O.P. † (10 de febrero de 1511-1538 falleció)
- Benedetto Berzati, O.P. † (20 de octubre de 1542-1543 falleció)
- Stefano Gahortzian, O.P. † (27 de enero de 1546-1559 falleció)
- Nicola Friton di Abaran, O.P. † (20 de octubre de 1560-1598 falleció)
- Azaria Friton, O.P. † (24 de marzo de 1604-7 de enero de 1607 falleció)[nota 3]
- Matteo Erasmo, O.P. † (22 de octubre de 1607-9 de julio de 1627 falleció)
- Angelo Maria Cittadini, O.Carth. † (9 de julio de 1627 por sucesión-10 de diciembre de 1629 falleció)
- Agostino Basrci, O.P. † (12 de agosto de 1630-16 de abril de 1653 falleció)
- Paolo Piromalli, O.P. † (14 de junio de 1655-15 de diciembre de 1664 nombrado obispo de Bisignano)
- Mateo de Aparan, O.P. † (14 de mayo de 1668-14 de julio de 1674 falleció)
  - Tommaso Tatumensis, O.P. † (27 de abril de 1676-14 de octubre de 1680 renunció) (obispo electo)[nota 4]
- Sebastian Knab, O.P. † (28 de septiembre de 1682-8 de septiembre de 1690 falleció)
- Giovanni (Paolo) Battista de Aparan, O.P. † (24 de marzo de 1692-1701 falleció)
- Stefano Sciran, O.P. † (15 de enero de 1703-1707 o 1708 falleció)
- Giovanni Vincenzo Castelli, O.P. † (15 de abril de 1709-4 de mayo de 1709 renunció)
- Alessandro Felice Mercanti (Pietro mártir de Parma), O.P. † (6 de mayo de 1709-25 de febrero de 1721 falleció)
- Arcangelo Feni, O.P. † (20 de abril de 1722-1731 renunció)
- Michelangelo (Domenico Maria) Salvini, O.P. † (11 de agosto de 1732-10 de diciembre de 1765 falleció)